# Vladimír Kokolia

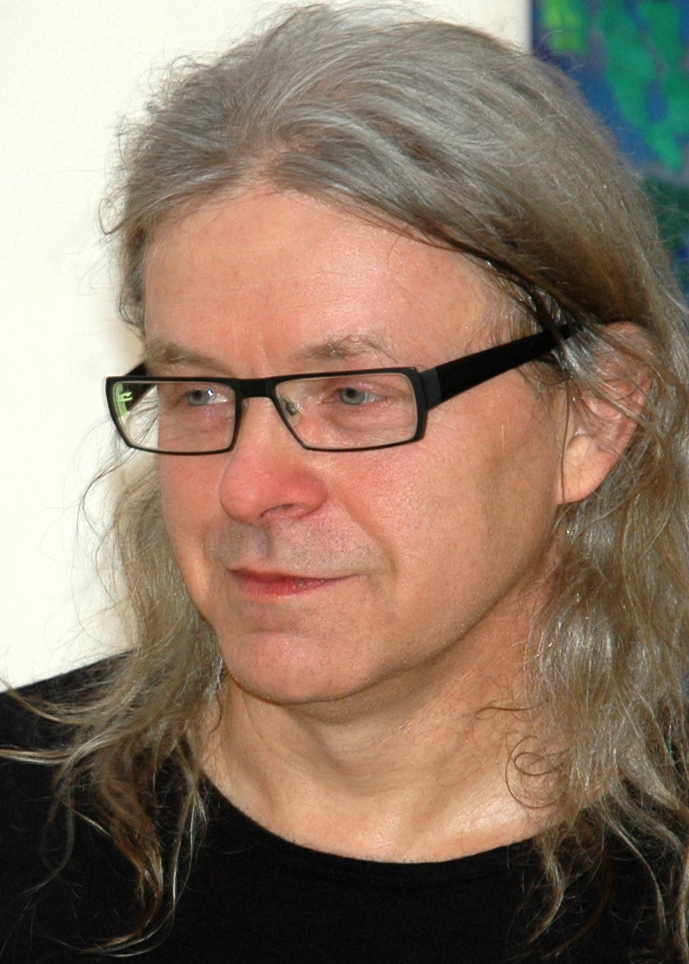
Vladimír Kokolia (2013)

Vladimír Kokolia (* 27. November 1956 in Brünn) ist ein tschechischer Maler, Schriftsteller, Poet und Underground-Musiker. Er war Sänger und Texter der tschechischen Band E.
Kokolia studierte an der Akademie der Bildenden Künste Prag. Er ist Leiter des Grafikstudios der Akademie der Bildenden Künste in Prag und hauptsächlich auf dem Gebiet der Malerei und Zeichnung tätig.
Vladimír Kokolia wurde 1990 mit dem Jindřich-Chalupecký-Preis geehrt, einem der bestrenommierten Kunstpreise Tschechiens.

## Ausstellungen (Auswahl)

### Einzelausstellungen
- 2003: Vladimír Kokolia Dům umění, Brünn
- 2008: Vladimír Kokolia – Disorder Galerie Havelka, Prag
- 2009: Vladimír Kokolia – 1992: Italské prázdniny Galerie ad astra, Kuřim
- 2011: Vladimír Kokolia Václav Spála Gallery, Prag
- 2013: Vladimír Kokolia – No Problem Topicuv Salon, Prag

### Gruppenausstellungen
- 1980: Expressions Third Eye Centre, Glasgow, Schottland
- 1990: Three Artists from Bohemia: Art Against False Consciousness MoMA PS1, New York, NY
- 1992: documenta IX, Kassel
- 1993: Gent te Gast Stedelijk Museum voor Actuele Kunst, Gent
- 1994: Vladimír/Tomás Ruller – Wechselspiel Kunstraum München
- 2006: Hotel Chalupecký***** – Preisträger des Jindřich Chalupecký Preises Motorenhalle des riesa efau. Kultur Forum Dresden
- 2009: All that is solid melts into air Museum van Hedendaagse Kunst Antwerpen
- 2012: Islands of Resistance: Between the First and Second Modern 1985–2012 Nationalgalerie Prag
- 2015: The Lobby Gallery 1982–1991 DOX-Centre for contemporary art, Prag